# Harley and the Davidsons
Pour les articles homonymes, voir Harley-Davidson.
Harley and the Davidsons est une mini-série américaine en trois épisodes d'environ 90 minutes chacun, réalisée par Ciaran Donnelly et Stephen Kay et co-écrite par Seth Fisher, Nick Schenk et Evan Wright. Elle a été diffusée du 5 au 7 septembre 2016 sur Discovery Channel.
En France, elle a été diffusée à partir du 17 novembre 2016 sur Discovery Channel (France).

## Synopsis
Basée sur une histoire vraie, la mini-série retrace la naissance de la Harley-Davidson Motor Company et l'histoire de ses fondateurs, William Harley et les frères Arthur, Walter et William Davidson.

## Distribution

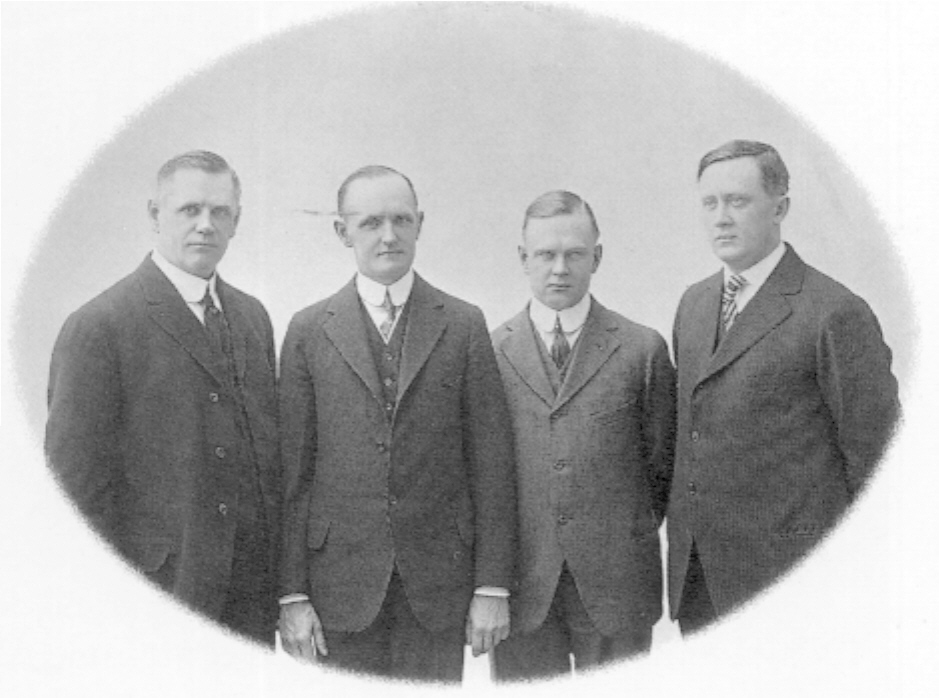
De gauche à droite : William Davidson, Walter Davidson, Arthur Davidson et William Harley

### Acteurs principaux
- Michiel Huisman : Walter Davidson
- Bug Hall : Arthur Davidson
- Robert Aramayo : William Harley (Bill Harley)

### Acteurs récurrents
- Daniel Coonan (en) : William Davidson
- Gabriel Luna : Eddie Hasha
- Philip Brodie (en) : George M. Hendee
- Tommy Bastow (en) : Otto Walker
- Wilson Bethel : Ray Weishaar
- Alex Shaffer : Albert Burns
- Dougray Scott : Randall James
- Stephen Rider (en) : William B. Johnson
- Jessica Camacho : Reya
- Sean H. Scully : Walter C. Davidson
- Annie Read : Anna Jachthuber/Anna Harley
- Essa O' Shea : Clara Beisel/Clara Davidson
- Hera Hilmar : Emma Rosenheim/Emma Davidson